# Parijs-Roubaix 2009
De 107e editie van Parijs-Roubaix werd op Paaszondag 12 april 2009 verreden. De Franse wielerklassieker was 259,5 km lang, waaronder 52,9 km aan kasseistroken. Tom Boonen won voor de derde keer.

## Wedstrijdverloop
Net voor de middag gingen 192 renners in Compiègne van start in de 107e editie van de Hel van het Noorden.
Na ruim een uur koersen viel de eerste serieuze ontsnapping te noteren, elf renners wisten weg te komen van het peloton. Het elftal had met nog 148 km voor de boeg een voorsprong van meer dan 3 minuten op het peloton. De koplopers waren Andreas Klier, Steve Chainel, Servais Knaven, Yoann Offredo, Joost Posthuma, Wesley Sulzberger, Greg Henderson, Steven Cozza, Angelo Furlan, Kasper Klostergaard en Maarten Wynants. In de loop van de wedstrijd voegden zich steeds meer renners toe aan de kopgroep, waaronder ook Tom Boonen, Juan Antonio Flecha, Leif Hoste, Filippo Pozzato en Thor Hushovd.
Door een val van Juan Antonio Flecha op Carrefour de l'Arbre ging ook Leif Hoste tegen de vlakte. Toen even later ook Thor Hushovd een bocht miste op de beruchte kasseistrook, kon Tom Boonen ontsnappen. Pozzato probeerde de kloof met Boonen te dichten, maar blies zichzelf op. Boonen reed alleen naar de streep en won voor de derde keer Parijs-Roubaix.
Er was ook een ongeval tijdens de wedstrijd. Een motorrijder van de organisatie verloor de controle over het stuur. Zijn voertuig vloog het publiek in en verwondde zestien toeschouwers, van wie drie ernstig.
Martijn Maaskant, in 2008 nog vierde, reed lek en kwam er niet meer aan te pas. Niki Terpstra werd uiteindelijk de eerste Nederlander met een 17e plaats.

## Uitslag
| rang | renner              | land       | tijd     |
| ---- | ------------------- | ---------- | -------- |
| 1    | Tom Boonen          | België     | 6u15'54" |
| 2    | Filippo Pozzato     | Italië     | op 47"   |
| 3    | Thor Hushovd        | Noorwegen  | op 1'17" |
| 4    | Leif Hoste          | België     | z.t.     |
| 5    | Johan Vansummeren   | België     | op 1'22" |
| 6    | Juan Antonio Flecha | Spanje     | op 2'14" |
| 7    | Heinrich Haussler   | Duitsland  | op 3'13" |
| 8    | Sylvain Chavanel    | Frankrijk  | op 3'15" |
| 9    | Manuel Quinziato    | Italië     | op 5'00" |
| 10   | Matti Breschel      | Denemarken | op 5'29" |

## Trivia
- Opmerkelijk was de eerste Chinees die meedeed aan deze editie van Parijs-Roubaix, Jin Long.

- Voor de Nederlander Servais Knaven was het de 15e keer dat hij startte aan "De Hel van het Noorden". Hij reed hem ook voor de 15e keer uit.

- Deze editie mocht ook op een grote belangstelling van televisiekijkend Vlaanderen rekenen. Gemiddeld volgden 1.017.503 kijkers (of 80% van de kijkers) de vier uur lange uitzending van de wielerwedstrijd. Naar het einde van de rit liep dit op tot 1.371.687 kijkers.

1896 · 
1897 · 
1898 · 
1899 · 
1900 · 
1901 · 
1902 · 
1903 · 
1904 · 
1905 · 
1906 · 
1907 · 
1908 · 
1909 · 
1910 · 
1911 · 
1912 · 
1913 · 
1914 · 
1915 · 
1916 · 
1917 · 
1918 · 
1919 · 
1920 · 
1921 · 
1922 · 
1923 · 
1924 · 
1925 · 
1926 · 
1927 · 
1928 · 
1929 · 
1930 · 
1931 · 
1932 · 
1933 · 
1934 · 
1935 · 
1936 · 
1937 · 
1938 · 
1939 · 
1940 · 
1941 · 
1942 · 
1943 · 
1944 · 
1945 · 
1946 · 
1947 · 
1948 · 
1949 · 
1950 · 
1951 · 
1952 · 
1953 · 
1954 · 
1955 · 
1956 · 
1957 · 
1958 · 
1959 · 
1960 · 
1961 · 
1962 · 
1963 · 
1964 · 
1965 · 
1966 · 
1967 · 
1968 · 
1969 · 
1970 · 
1971 · 
1972 · 
1973 · 
1974 · 
1975 · 
1976 · 
1977 · 
1978 · 
1979 · 
1980 · 
1981 · 
1982 · 
1983 · 
1984 · 
1985 · 
1986 · 
1987 · 
1988 · 
1989 · 
1990 · 
1991 · 
1992 · 
1993 · 
1994 · 
1995 · 
1996 · 
1997 · 
1998 · 
1999 · 
2000 · 
2001 · 
2002 · 
2003 · 
2004 · 
2005 · 
2006 · 
2007 · 
2008 · 
2009 · 
2010 · 
2011 ·
2012 · 
2013 ·
2014 ·
2015 ·
2016 ·
2017 ·
2018 ·
2019 ·
2020 · 
2021 · 
2022 · 
2023 · 
2024 · 
2025